# Вендель, Йозеф
Йозеф Вендель (нем. Joseph Wendel; 27 мая 1901, Блискастель, Германская империя — 31 декабря 1960, Мюнхен, ФРГ) — немецкий кардинал. Титулярный епископ Лебессо и коадъютор Шпайера, с правом наследования, с 4 апреля 1941 по 4 июня 1943. Епископ Шпайера с 4 июня 1943 по 9 августа 1952. Архиепископ Мюнхена и Фрайзинга с 9 августа 1952 по 31 декабря 1960. Кардинал-священник с 12 января 1953, с титулом церкви Санта-Мария-Нуова с 15 января 1953.